# Бенце Мерво
Бенце Мерво (угор. Mervó Bence, нар. 5 березня 1995, Мошонмадяровар) — угорський футболіст, нападник клубу «ДАК 1904».
Виступав, зокрема, за клуб «Дьйор», а також молодіжну збірну Угорщини.

## Клубна кар'єра
Народився 5 березня 1995 року в місті Мошонмадяровар. Вихованець футбольної школи клубу «Дьйор». Дорослу футбольну кар'єру розпочав 2014 року в основній команді того ж клубу, в якій провів один сезон, взявши участь лише у 6 матчах чемпіонату.
Згодом з 2015 по 2017 рік грав у складі команд клубів МТК (Будапешт), «Сьйон» та «Шльонськ».
До складу клубу «ДАК 1904» приєднався 2017 року. Відтоді встиг відіграти за команду з міста Дунайска-Стреда 3 матчі в національному чемпіонаті.

## Виступи за збірні
У 2013 році дебютував у складі юнацької збірної Угорщини, взяв участь у 6 іграх на юнацькому рівні, відзначившись 2 забитими голами.
Протягом 2014–2015 років залучався до складу молодіжної збірної Угорщини. На молодіжному рівні зіграв у 15 офіційних матчах, забив 9 голів.

## Титули і досягнення
Кращий бомбардир чемпіонату світу U-20 2015 (5 м'ячів, разом з Віктором Коваленко)